# IABSA Premier 64-01
Die IABSA Premier 64-01 war ein zweisitziges Mehrzweckflugzeug des brasilianischen Herstellers Industria Aeronáutica Brasileira.

## Konstruktion
Die Premier 64-01 war ein abgestrebter Schulterdecker mit festem Spornradfahrwerk und konventionellem Leitwerk. Die Kabine war von der rechten Seite betretbar und die Sitze befanden sich hintereinander. Angetrieben wurde das Flugzeug durch einen Continental-A75-Boxermotor mit 56 kW. Die Maschine wurde nur in geringer Stückzahl produziert.

## Technische Daten
| Kenngröße             | Daten                                    |
| --------------------- | ---------------------------------------- |
| Besatzung             | 1                                        |
| Passagiere            | 1                                        |
| Länge                 | 6,70 m                                   |
| Spannweite            | 10,70 m                                  |
| Höhe                  | ?                                        |
| Flügelfläche          | 16 m²                                    |
| Flügelstreckung       | 7,2                                      |
| Leermasse             | 340 kg                                   |
| max. Startmasse       | 580 kg                                   |
| Reisegeschwindigkeit  | 130 km/h                                 |
| Höchstgeschwindigkeit | 160 km/h                                 |
| Dienstgipfelhöhe      | 4000 m                                   |
| Reichweite            | 600 km                                   |
| Triebwerke            | 1 × Continental-A75-Boxermotor mit 56 kW |